# Троян, Иван Семёнович
Иван Семёнович Троян (1896—1977) — генерал-майор инженерно-авиационной службы (1942) Советской Армии, участник Первой мировой, Гражданской и Великой Отечественной войн.

## Биография

Могила Трояна на Лукьяновском военном кладбище Киева.

Иван Троян родился в 1896 году в деревне Малые Озерки современной Гродненской области Белоруссии (по другим данным, в городе Гродно). В августе 1915 года он был призван на службу в царскую армию. Окончил Николаевскую школу авиационных мотористов, после чего служил старшим мотористом, старшим унтер-офицером в 36-м корпусном авиационном отряде. После событий октября 1917 года Троян добровольно вступил в 1-й Одесский революционный авиационный отряд. В 1918 году он пошёл на службу в Рабоче-крестьянскую Красную Армию. Участвовал в Гражданской войне техником в авиационных частях.
После окончания Гражданской войны Троян продолжил службу на технических должностях в авиационных частях Красной Армии. В 1938 году он окончил курсы усовершенствования инженерного состава. С мая 1939 года военинженер 1-го ранга Иван Семёнович Троян служил главным инженером Военно-воздушных сил (позднее — помощником по эксплуатации командующего Военно-воздушными силами) 1-й Краснознамённой армии. В июле 1940 года он был назначен инспектором по эксплуатации Лётно-технической инспекции Военно-воздушных сил РККА.
С февраля 1941 года бригинженер (с 11.02.1941 — дивинженер) Иван Семёнович Троян занимал должность начальника Управления эксплуатации и войскового ремонта (Управления № 2) Главного управления Военно-воздушных сил РККА, впоследствии переименованного в Управление технической эксплуатации Военно-воздушных сил РККА. В январе 1942 года, когда должность главного инженера Военно-воздушных сил РККА была сокращена, Троян был направлен на должность главного инженера — заместителя по инженерно-авиационной службе командующего Военно-воздушными силами сначала Закавказского фронта, а затем 11-й воздушной армии.
После окончания Великой Отечественной войны Троян продолжил службу в Советской Армии. С августа 1946 года он был главным инженером — заместителем по инженерно-авиационной службе командующего Военно-воздушными силами Киевского военного округа, а с января 1948 года — главным инженером 17-й воздушной армии. В июне 1953 года в звании генерал-майора инженерно-авиационной службы Троян был уволен в запас. Проживал в Киеве. Умер в 1977 году, похоронен на Лукьяновском военном кладбище Киева.
Был награждён двумя орденами Ленина, двумя орденами Красного Знамени, орденом Красной Звезды и рядом медалей.